# Дикие ласки

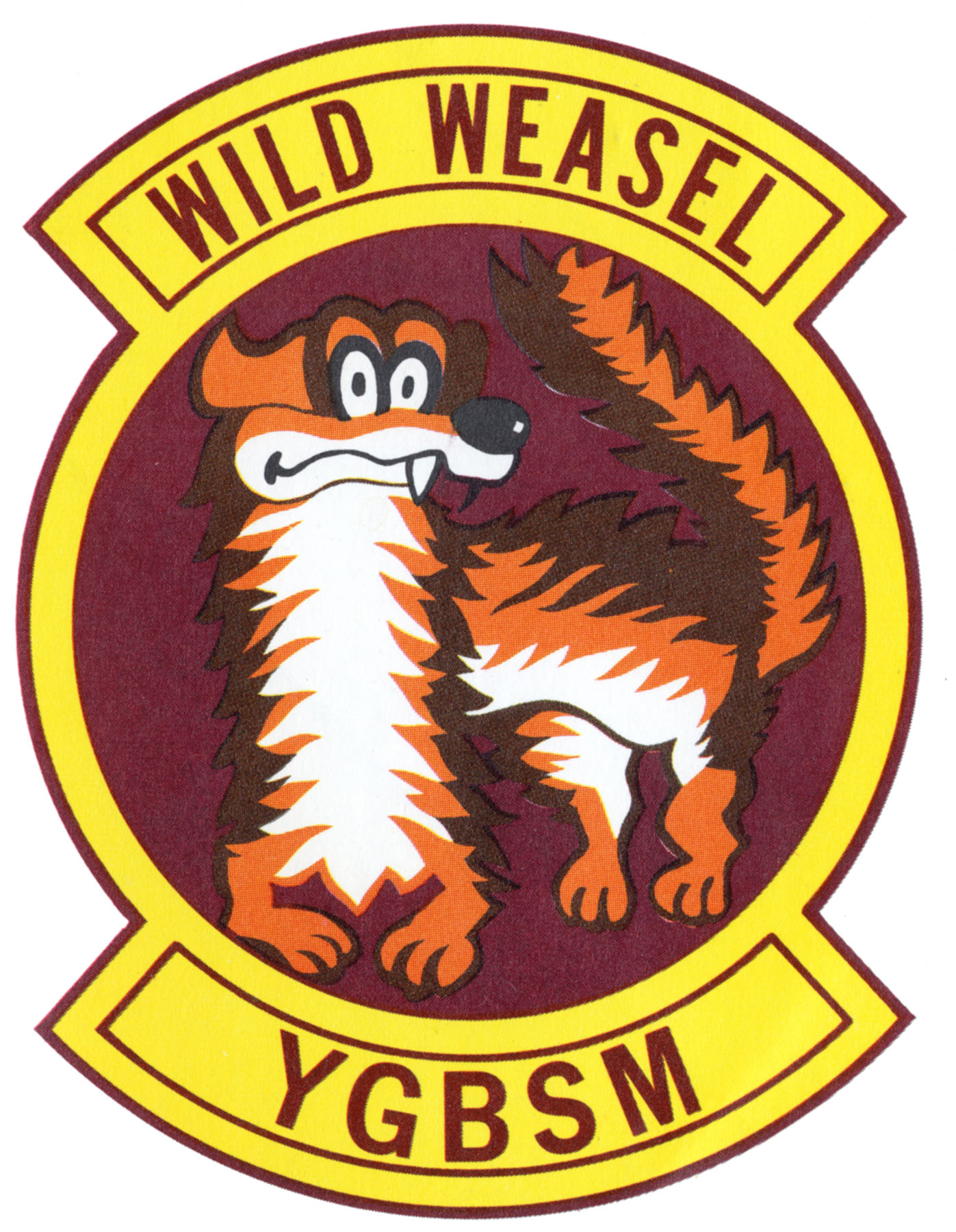
Шеврон подразделения.

«Дикие ласки» (англ. Wild Weasels) — подразделения ВВС США, предназначенные специально для борьбы с зенитно-ракетными комплексами. Впервые появившись во время войны во Вьетнаме, эти подразделения в дальнейшем действовали практически во всех боевых операциях военно-воздушных сил США.
Задача по подавлению средств ПВО противника является одной из самых сложных задач штурмовой авиации. Работа Ласок заключается в том, чтобы вызвать облучение самолёта радаром противника. Таким образом самолёт получает местонахождение радара (возможно даже до запуска ракет ПВО) и выпускает противорадиолокационную ракету для уничтожения РЛС. Для выполнения задачи достаточно повредить РЛС или вызвать её отключение. Если же ракеты ПВО запускаются раньше противорадиолокационной ракеты, то задача становится ещё сложней.

## Причины возникновения

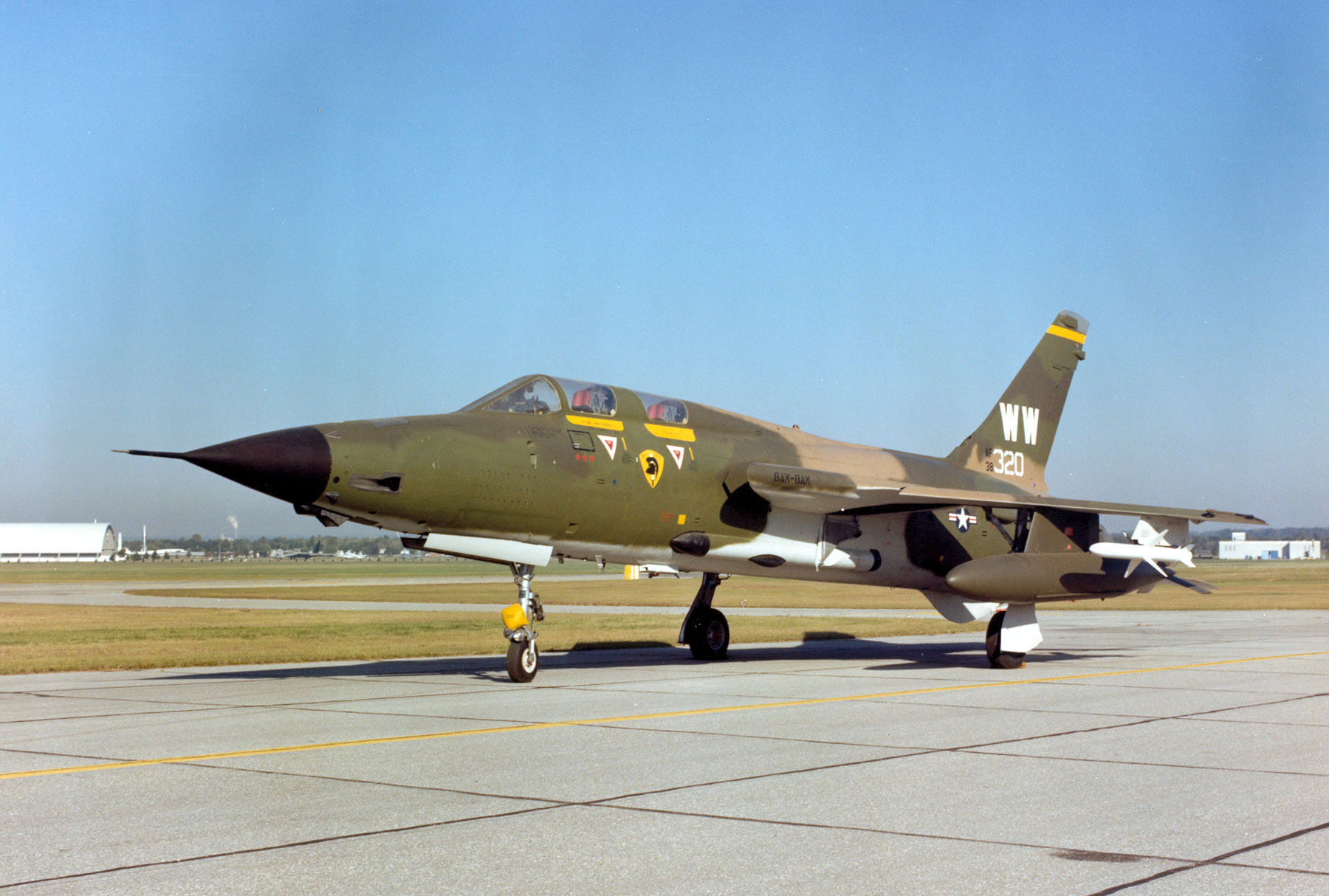
F-105G в Национальном музее ВВС США

24 июля 1965 года система ПВО Северного Вьетнама впервые применила против американской авиации новое оружие — зенитно-ракетные комплексы. Хотя строительство позиций ЗРК было замечено самолётами-разведчиками ещё в апреле, политическое руководство США не желало уничтожать эти позиции, полагая, что их сооружение — лишь политическая игра руководства СССР, направленная на демонстрацию своей поддержки Северного Вьетнама, и что комплексы на самом деле не будут применены в бою. Кроме того, существовали опасения, что в случае удара пострадают советские военные советники, а это, в свою очередь, может повлечь резкую реакцию Советского Союза и дальнейшее вовлечение его в войну.
После того как в первой же атаке 24 июля ракетчики сбили 3 «Фантома» (согласно советским данным; в официальной истории Вьетнамской народной армии указано, что в этот день был сбит 1 самолёт, что совпадает с американскими официальными данными), американцы всё же решили атаковать комплексы. По словам Ричарда Эллиса, одного из пилотов F-105, служившего во Вьетнаме, американские войска не ожидали, что у Вьетнамцев будет так много зенитных ракет, а первая ракетная атака оказалась для пилотов ВВС США «настоящим сюрпризом».
По официальным американским данным, первое время потери авиации от зенитных ракет были невелики (13 самолётов до конца 1965 года), однако в дальнейшем возросли и составили, по американским же данным, за всю войну 205 самолётов. Российские эксперты приводят современные оценки, где указываются существенно большие цифры в 826 самолётов к концу 1968 года. При этом все источники сходятся в том, что появление ЗРК заставило американских лётчиков покинуть считавшиеся ранее достаточно безопасными средние высоты полёта и перейти на малые высоты, где угроза ЗРК была намного меньше, зато резко возрастала эффективность зенитной артиллерии (потери от которой к концу 1968 года по современным оценкам российских военных экспертов составили 1532 самолёта). Становилось понятно, что необходимо принятие мер для нейтрализации нового северовьетнамского оружия.

## Формирование
Для борьбы с зенитно-ракетными комплексами ВВС США начали проект «Хорёк» (Ferret). Это название использовалось во время Второй мировой войны для обозначения бомбардировщиков, занимавшихся подавлением немецких радаров. Было решено изменить название проекта на другое — «Дикая ласка» (Wild Weasel). Пять двухместных истребителей-бомбардировщиков F-100F получили оборудование предупреждения о радиолокационном излучении и о запуске зенитной ракеты. Экипаж самолёта состоял из лётчика и оператора радиоэлектронного оборудования. Для участия в программе были отобраны наиболее опытные пилоты, начавшие обучение на авиабазе Эглин (Флорида) в октябре 1965 года. Примерно через месяц самолёты и личный состав были переброшены на авиабазу Тахли в Таиланде. 22 декабря 1965 года «Дикие ласки» одержали свою первую победу над северовьетнамским ЗРК.
F-100 уступал в скорости ударным самолётам F-105, которые он должен был сопровождать. Было принято решение о разработке самолёта Wild Weasel второго поколения (Wild Weasel II). Соответствующее переоборудование прошли учебно-боевые F-105F (они получили обозначение EF-105F, которое, однако, редко использовалось). Новые самолёты начали прибывать в Таиланд в середине 1966 года, и в июле полностью сменили F-100F.

## Вьетнамский опыт
Во Вьетнаме «Дикие ласки» действовали двумя способами: сопровождение ударных групп и «свободная охота». При выполнении задачи сопровождения ударной группы они первыми входили в зону ПВО противника, оставались там во время нанесения основного удара, подавляя все выявленные позиции ЗРК, и покидали район после отхода ударных самолётов. Так появился девиз «Диких ласок»: «Первыми прийти, последними уйти» (First In, Last Out). Во время «свободной охоты» они действовали связками «охотник — убийца»: на некотором расстоянии от одиночного F-105F следовала группа из трёх-четырёх F-105D или F-4. Иногда использовались группы из двух «охотников» и двух «убийц». Самолет-лидер обнаруживал позицию ЗРК противника и атаковал её, отмечая для других, после чего ударные самолёты завершали уничтожение.

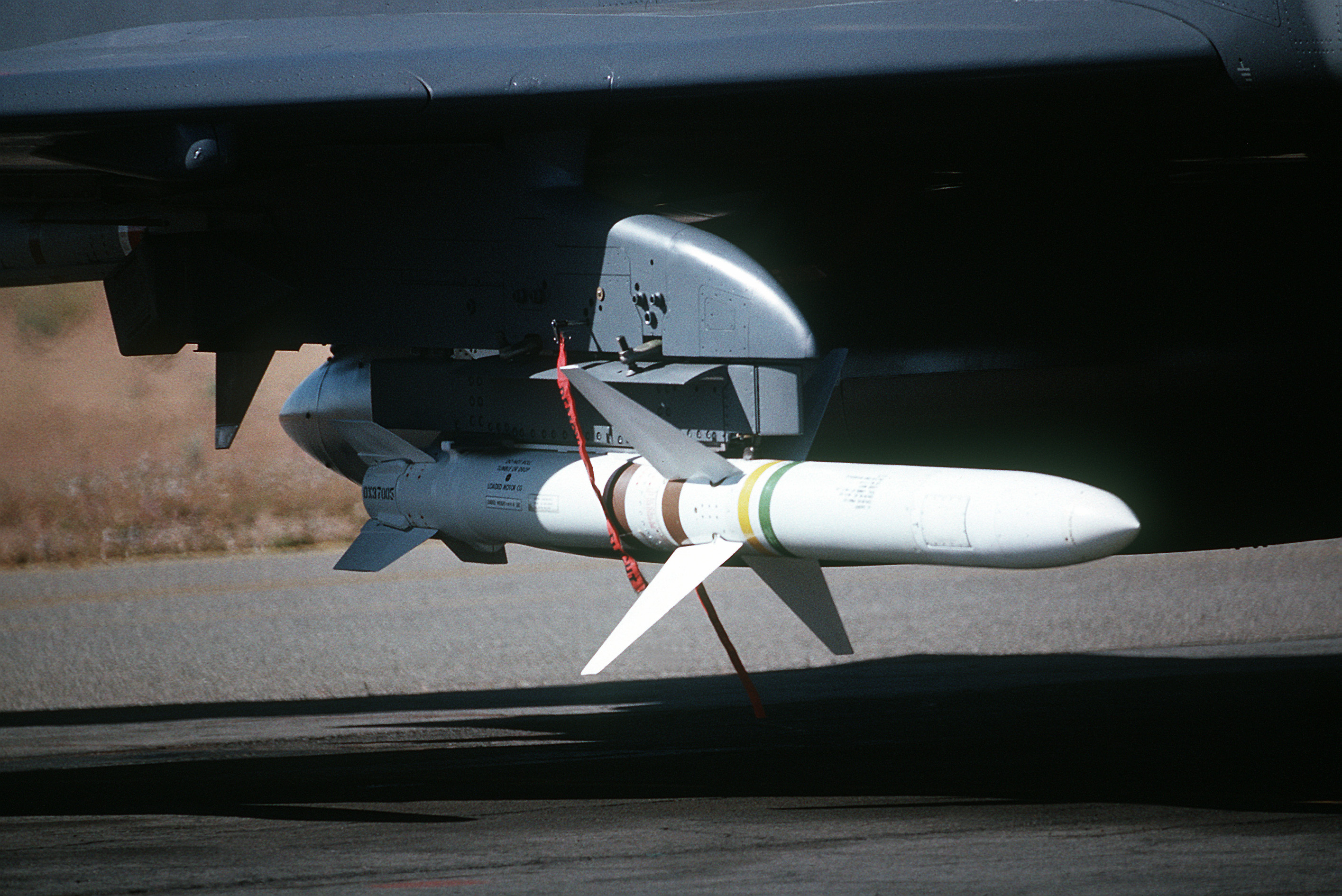
Ракета AGM-45 «Шрайк»

F-105F несли новейшие противорадиолокационные ракеты AGM-45 «Шрайк», на которые поначалу возлагались большие надежды. «Шрайк» наводилась по лучу радара противника. Она имела ряд недостатков, в частности, дальность её пуска была меньше дальности пуска ракеты ЗРК С-75.
Как правило, обнаружение позиции ЗРК происходило только после того, как он выпускал первую ракету по «дикой ласке»; фактически самолёт играл роль приманки. В таких случаях лётчик направлял самолёт прямо навстречу ракете, чтобы в последний момент сделать резкий вираж. Для выполнения этого манёвра требовалось немалое мужество; по воспоминаниям лётчиков, ракетная атака всегда оказывала на них сильный психологический эффект, даже в случае промаха. Согласно утверждениям некоторых российских авторов, за большие размеры ракеты С-75 американские пилоты называли «летающими телеграфными столбами».
«Дикие ласки» были задействованы в налётах на объекты с самой мощной системой ПВО в Северном Вьетнаме. Северовьетнамская ПВО несла потери в противостоянии с «Дикими ласками». Например, по данным российских военных экспертов, 28 сентября 1968 года в результате действий американской авиации был полностью уничтожен 1-й дивизион 285-го зенитно-ракетного полка вооружённых сил Северного Вьетнама. Исход боя во многом решался подготовкой личного состава — как американских пилотов, так и расчёта ЗРК. Бывший военный советник во Вьетнаме А. Яковлев так вспоминал работу «Диких ласок»:

Над небольшой долиной, зажатой меж двух гор, скользил легкий F-105. Без подвесок, максимально облегченный, он был и разведчиком, и приманкой. Где-то за ним шла ударная группа. Спустя несколько десятков секунд над долиной из облаков вывалилась пара «Фантомов». И — ожила засада. Первой ракетой уничтожили ведущего. Его самолет ярким факелом рухнул в джунгли. Ведомый, круто развернувшись, атаковал позиции дивизиона.
Вот он все ближе. Еще немного – и бомбы уйдут вниз, но неожиданно прямо перед ним в небо
ушла зенитная ракета. Решив, что это и есть место расположения дивизиона, «Фантом» обрушился в
пике на ложную позицию, подставив себя под удар артиллерии. Короткий залп зениток был ужасным. Самолет просто развалился в воздухе и грудой обломков рухнул на землю…
…Через некоторое время на расположение ракетчиков обрушился ракетно-бомбовый удар большой группы штурмовиков. Но бомбы рвались на пустом месте — дивизион был уже в пути. Здесь все решали минуты. Если после пуска ракеты установки за сорок минут не покидали район, то шансов уцелеть практически не оставалось.

Когда в апреле — мае 1972 года авиация США возобновила интенсивные бомбардировки Северного Вьетнама, в боевых действиях участвовали уже третье (F-105G) и четвёртое (EF-4C) поколения «Диких ласок», вооружённые новыми ракетами AGM-78 «Стандарт ARM».
На каждый выведенный из строя вьетнамский зрдн[уточнить] было сбито 6 американских самолётов (по современным данным российских военных экспертов). По мнению некоторых советских/российских ветеранов Вьетнамской войны, именно тяжёлые потери от систем ПВО и неспособность подавить противовоздушную оборону вынудили правительство США пойти на подписание мирных договорённостей, которое часто называют поражением США во Вьетнамской войне. Американский военный разведчик Филипп Дэвидсон высказывал мнение, что именно мощная авиационная бомбардировка стратегическими бомбардировщиками B-52 в ходе операции Linebacker II в значительной мере подтолкнула северовьетнамскую[уточнить] сторону на подписание мирного соглашения, на которое американская сторона была согласна ещё в октябре.

## Развитие после Вьетнама

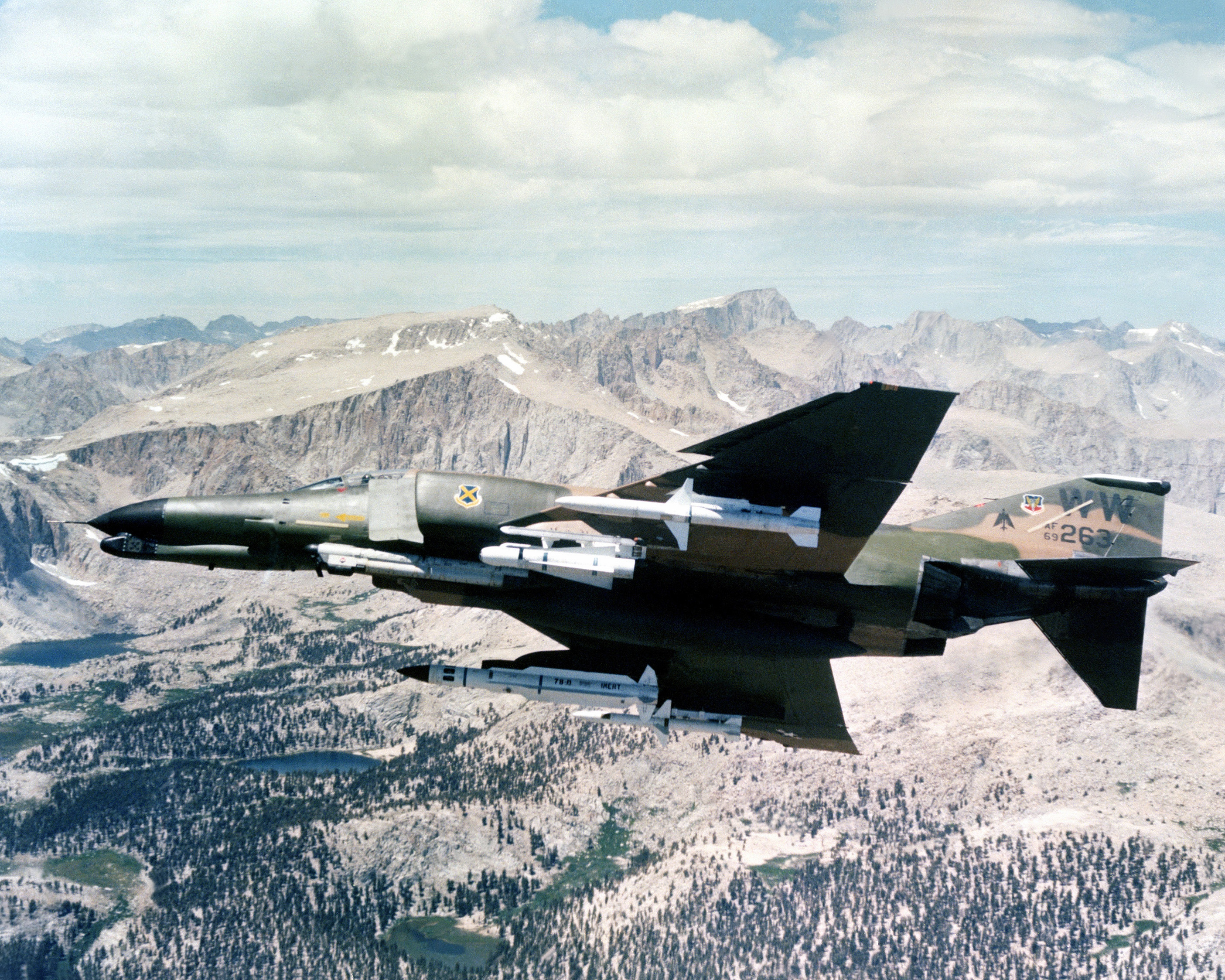
F-4G демонстрирует различные типы ракет «воздух-земля»

После окончания Вьетнамской войны эскадрильи «Диких ласок» не были расформированы. Поскольку F-105G снимались с вооружения, в конце 1970-х годов им на смену пришло очередное поколение — F-4G, вооружённый ракетами AGM-88 HARM, считавшимися на тот момент наиболее совершенными противорадиолокационными ракетами в мире. В 1991 году «Дикие ласки» вновь проявили себя в бою, на этот раз в небе над Кувейтом и Ираком. В ходе операции «Буря в пустыне» они выполняли привычные задания — сопровождение ударных групп и вылеты на «свободную охоту», где в роли «убийц» выступали скоростные и манёвренные F-16.
F-4G участвовали в ряде инцидентов над Ираком в 1993 году. В 1996 году они совершили свои последние боевые вылеты; к этому времени F-4G был последним вариантом «Фантома», остававшимся на вооружении ВВС США. На смену ему пришли F-16 серий 50D и 52D. Эти самолёты занимались подавлением сербской ПВО во время операции НАТО против Югославии в 1999 году.